# Krabi
Pour les articles homonymes, voir Krabi (homonymie).
Krabi est la capitale de la province de Krabi. C'est une petite ville côtière de la région Sud de la Thaïlande, située à l'ouest de la péninsule Malaise, sur la mer d'Andaman, coincée entre une série de rivières, canaux, mangroves et falaises de calcaire. La ville se situe à environ 800 kilomètres au sud de la capitale du pays, Bangkok.
Krabi est une porte d'entrée vers de très nombreuses îles : Ko Lanta, îles Phi Phi, Ko Phuket etc. 

## Transports
Krabi dispose d'un aéroport situé à 9 km du centre de Krabi, 27 km d’Ao Nang Beach et 70 km de Koh Lanta. L’aéroport se compose de deux terminaux : le Terminal 1, dédié aux vols internationaux, et le Terminal 2, réservé aux vols intérieurs. Les deux terminaux sont séparés par une distance d’une centaine de mètres.

Krabi, une petite capitale provinciale
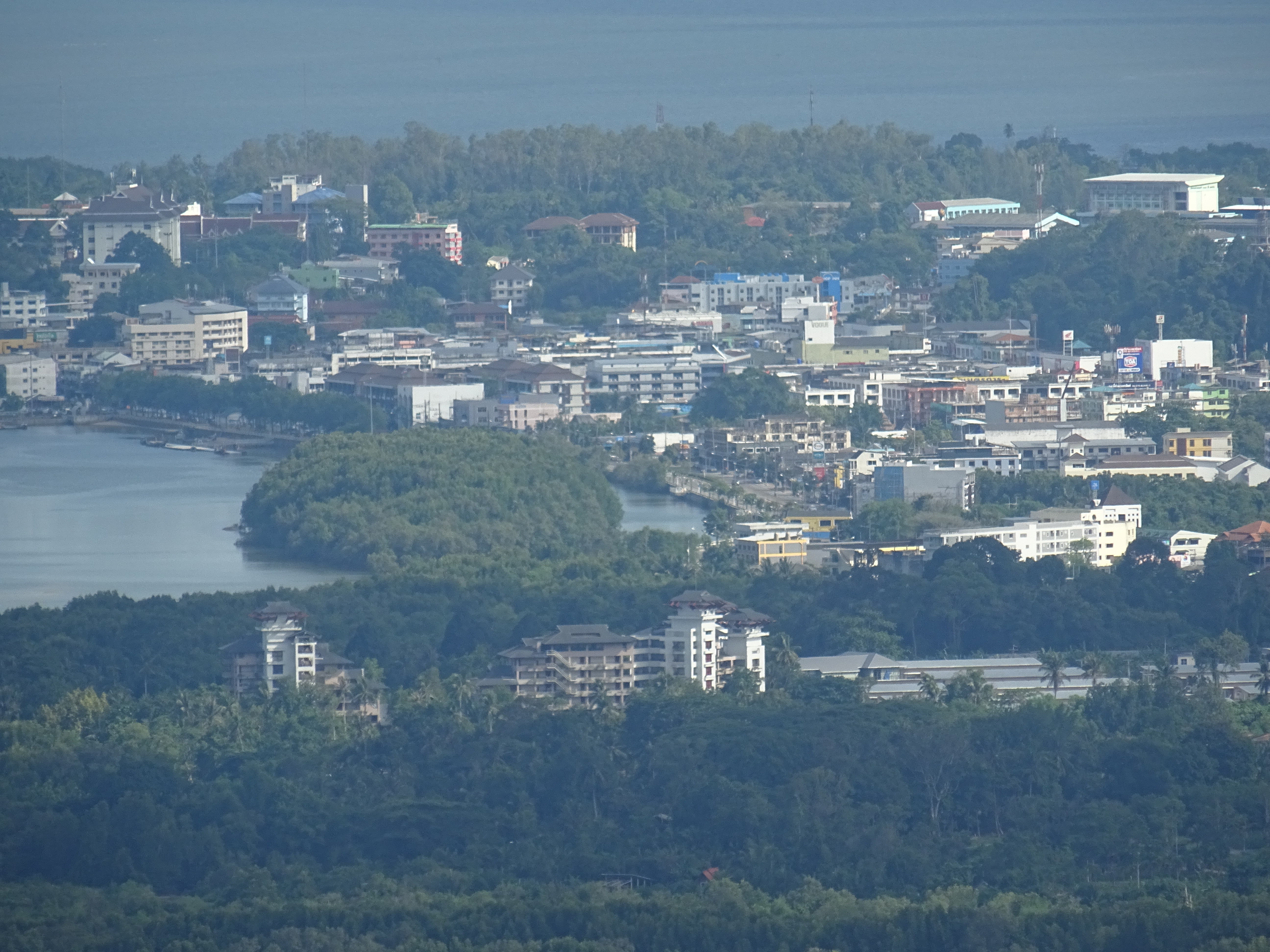
La ville...
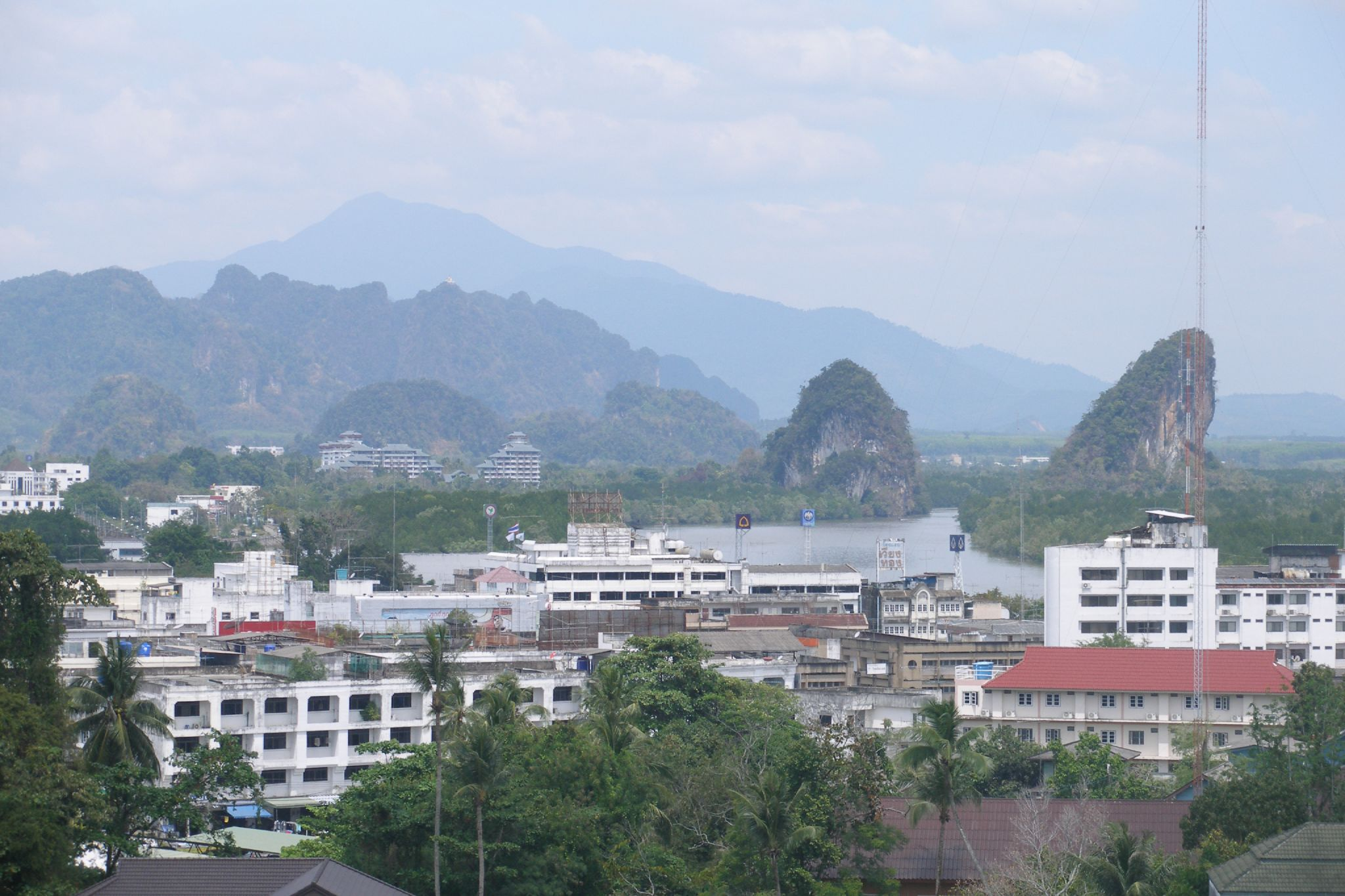
... et ses deux rochers karstiques Khao Kanab au milieu de la rivière
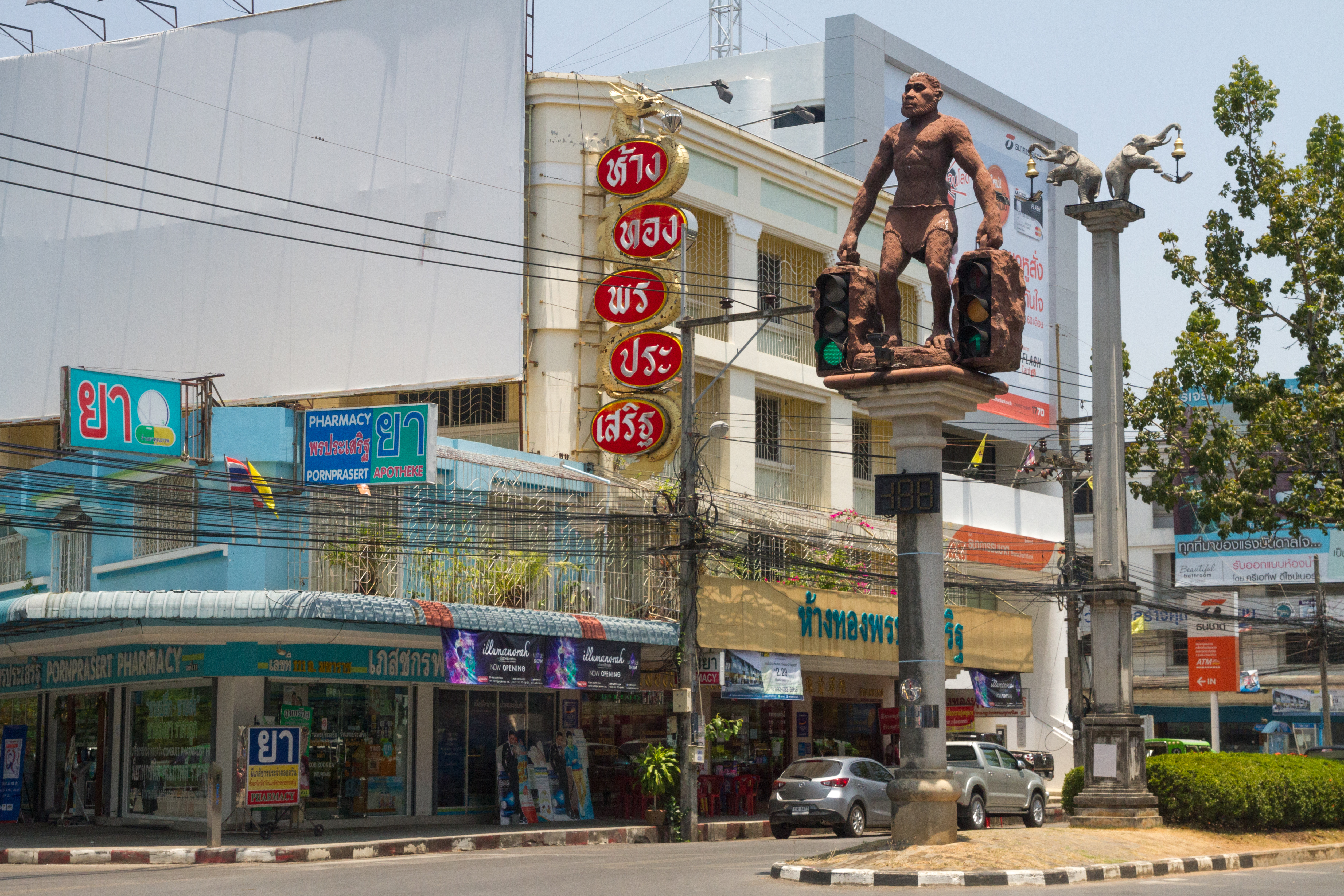
Les feux de circulation rappellent le passé préhistorique de la région : homme de Cro-Magnon ...
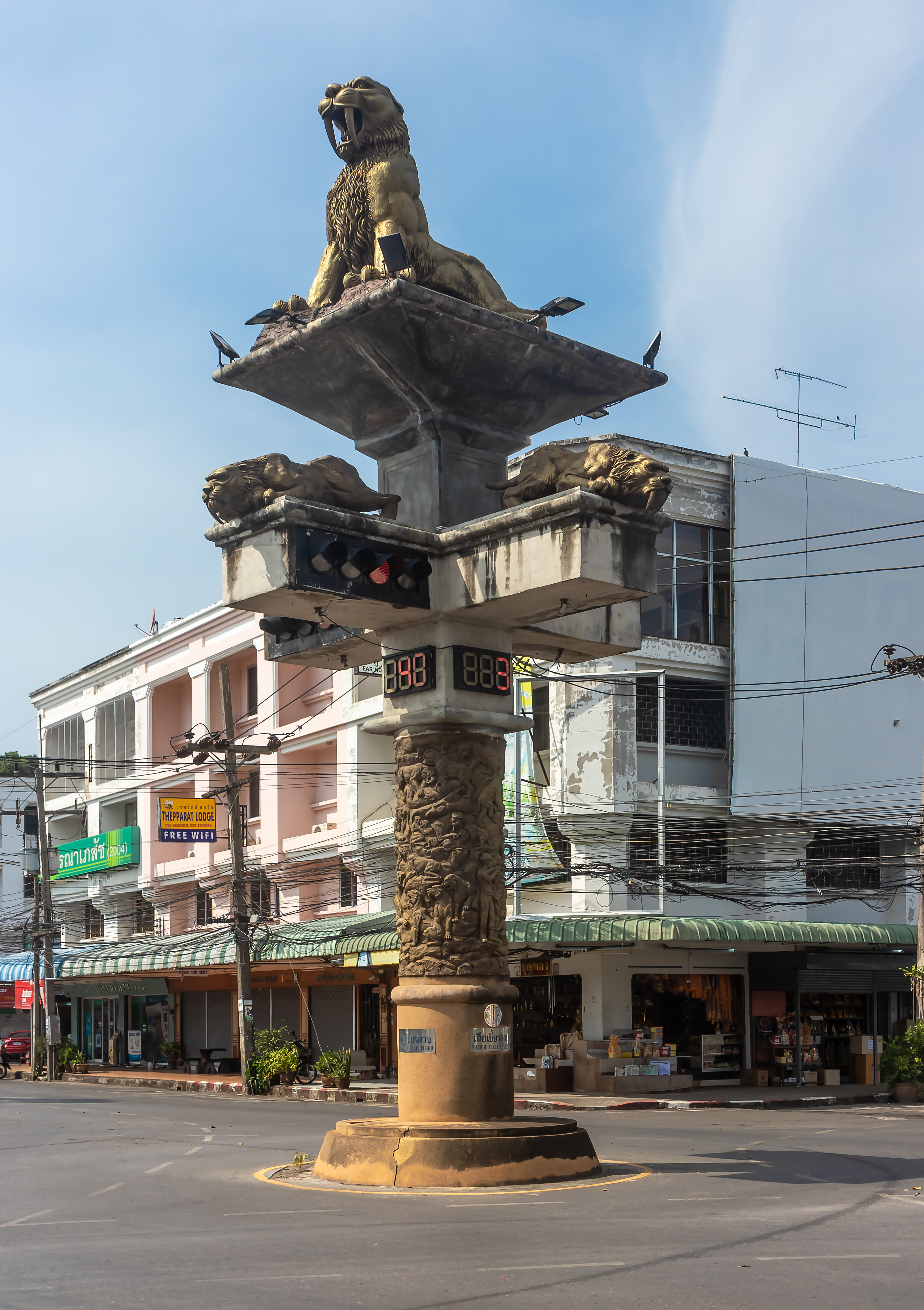
... et tigres à dents de sabre
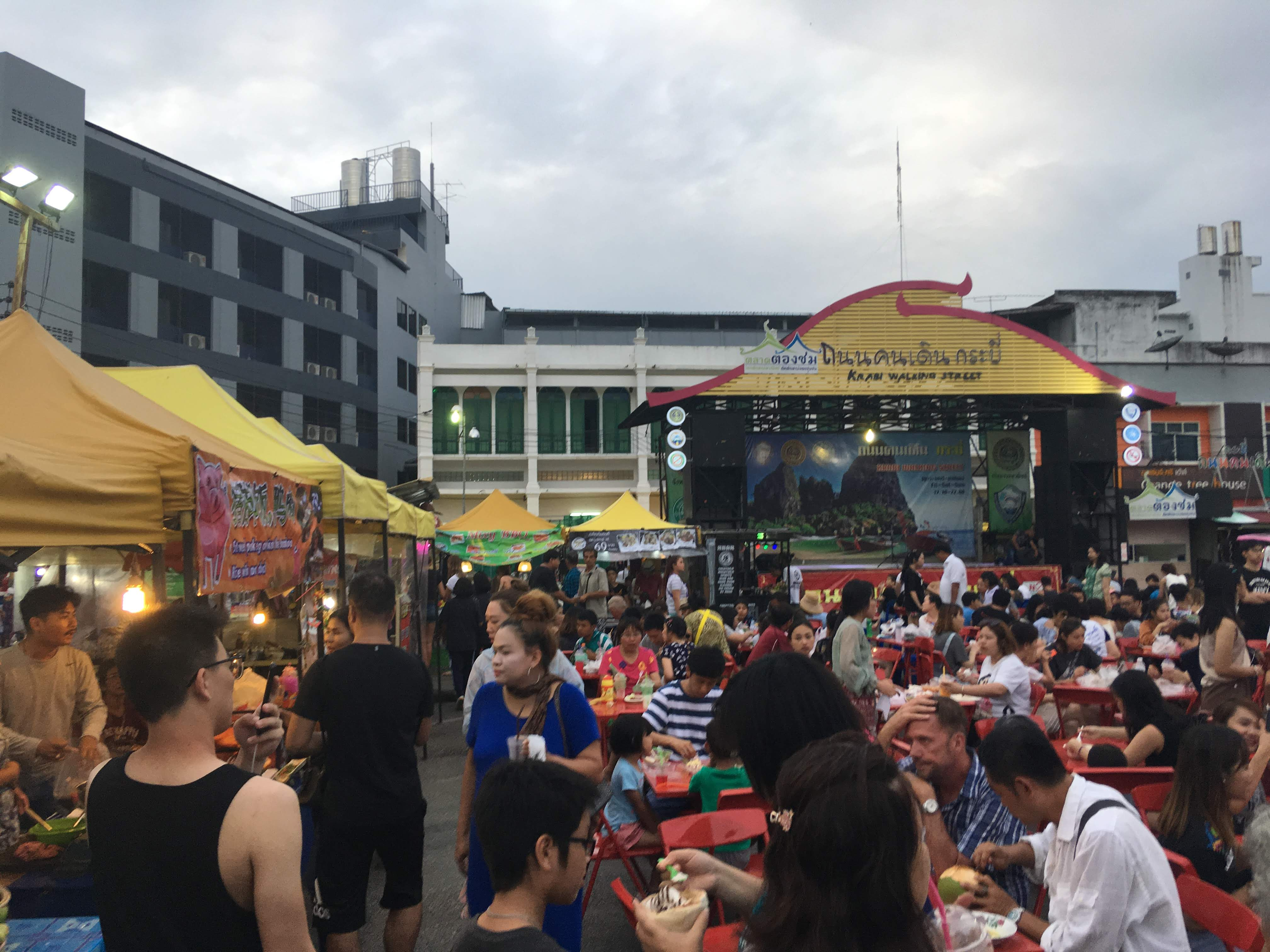
Rue piétonne
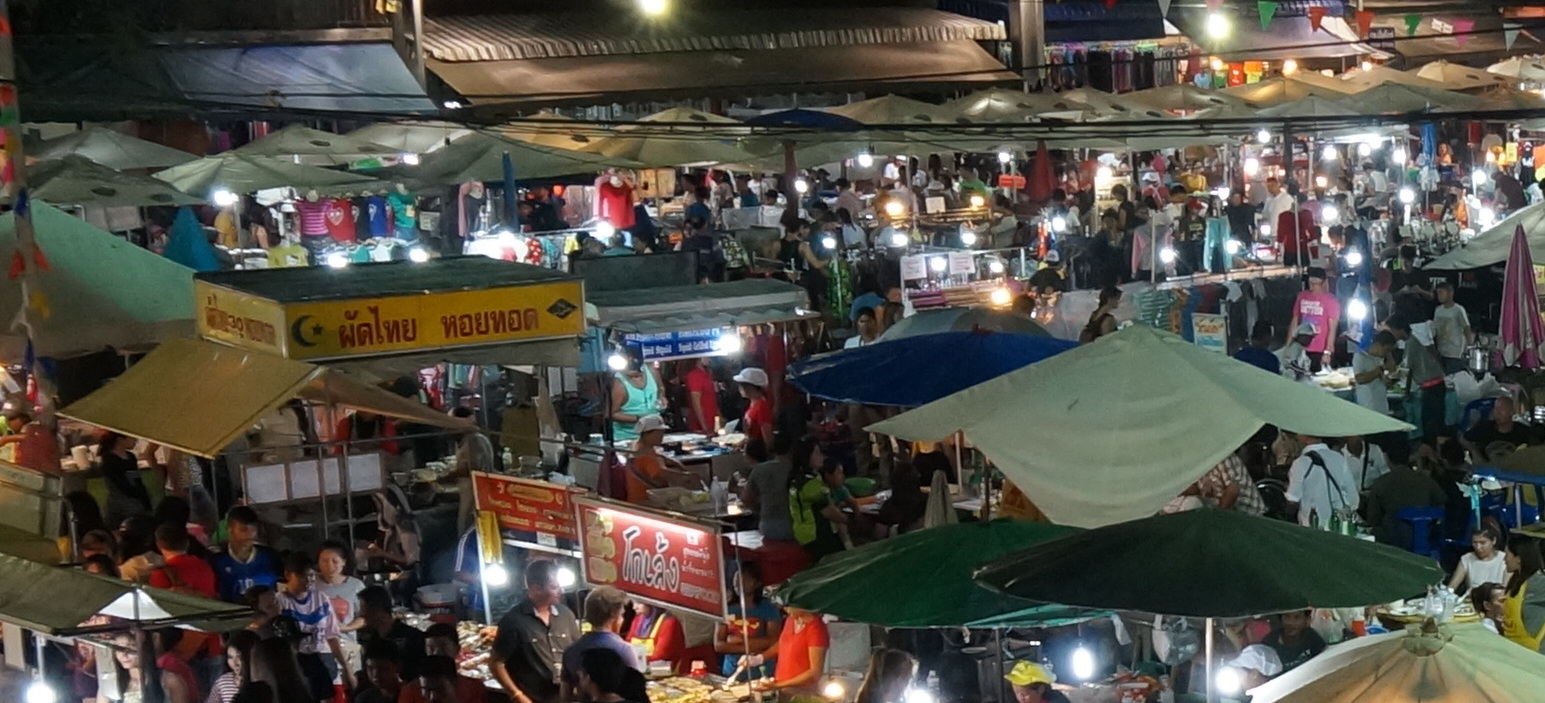
Marché de nuit
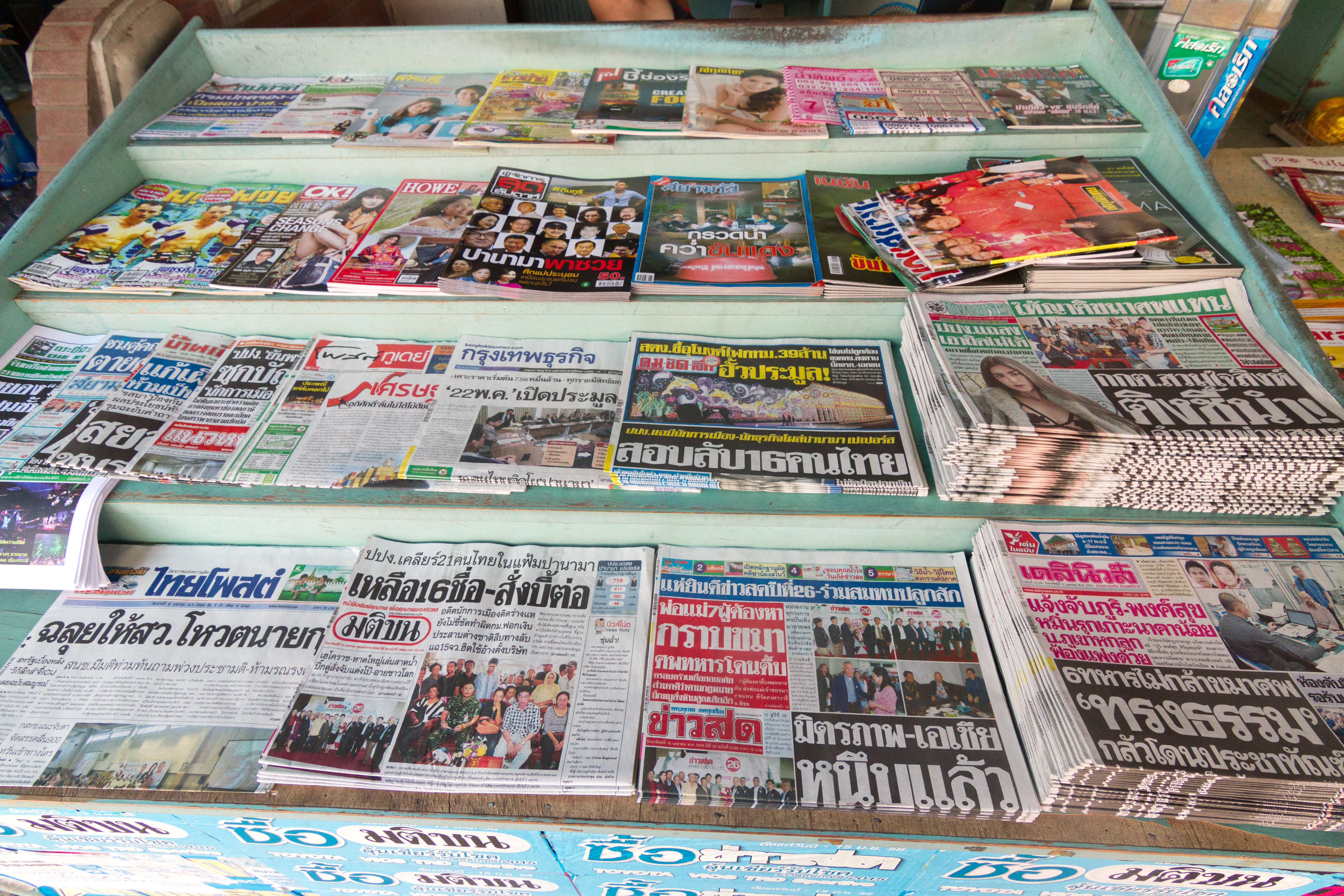
Stand de journaux
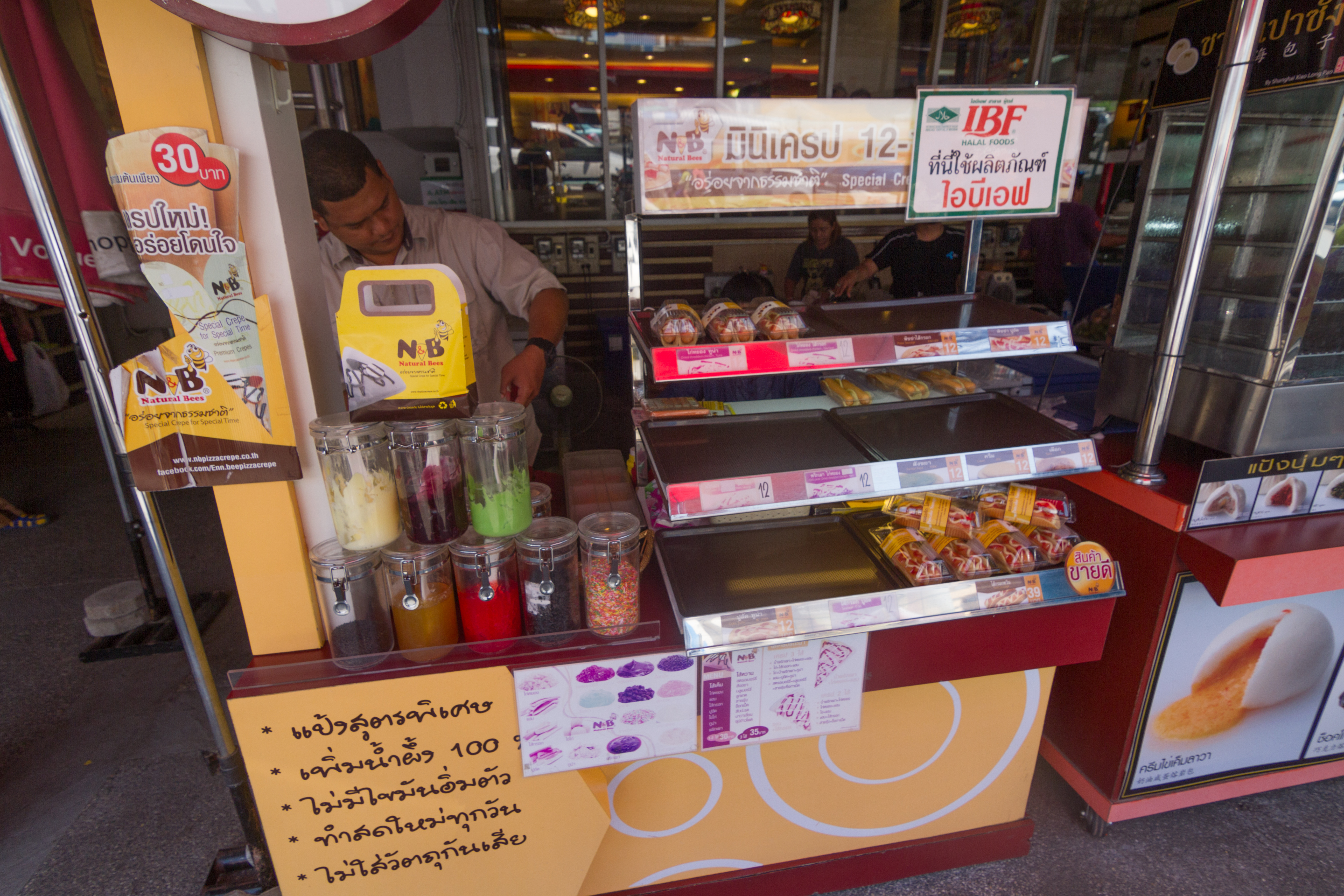
Street food
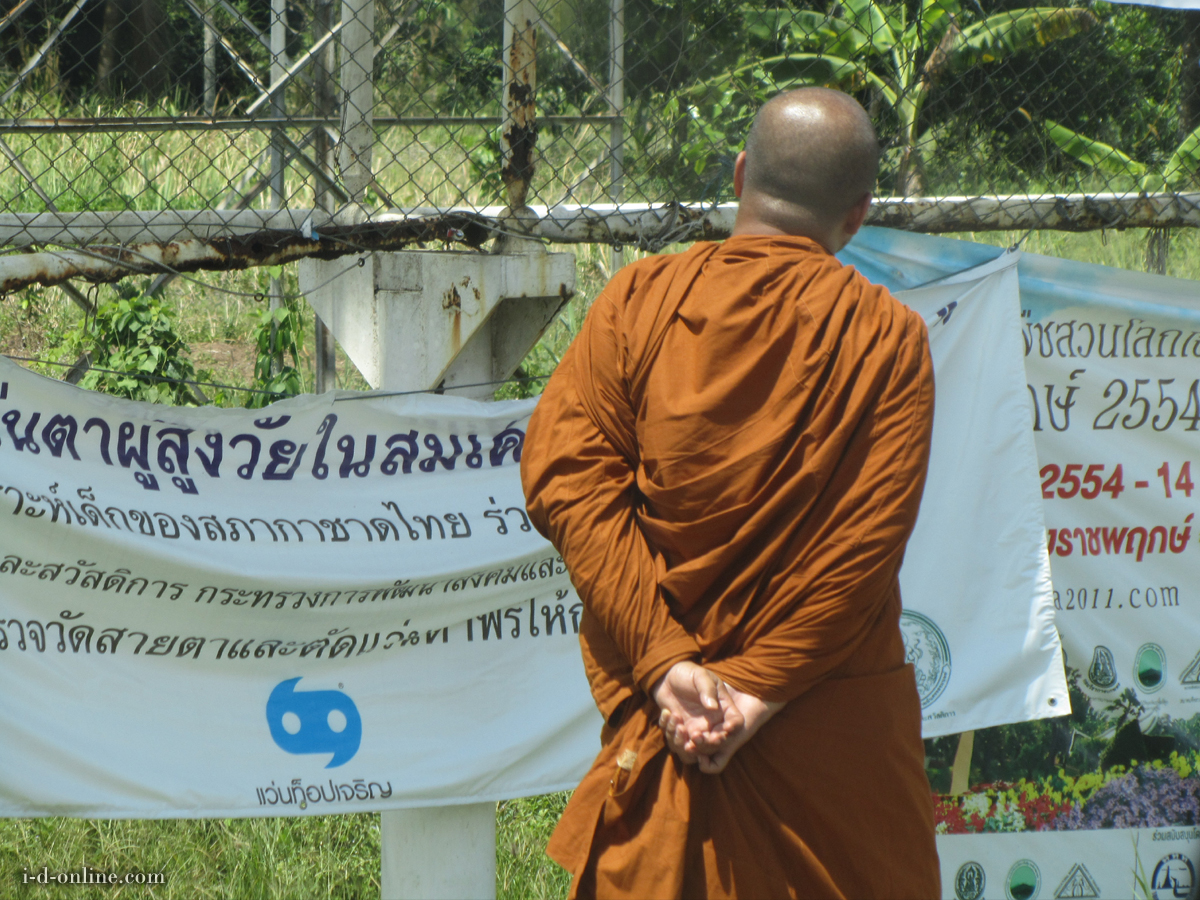
Bonze
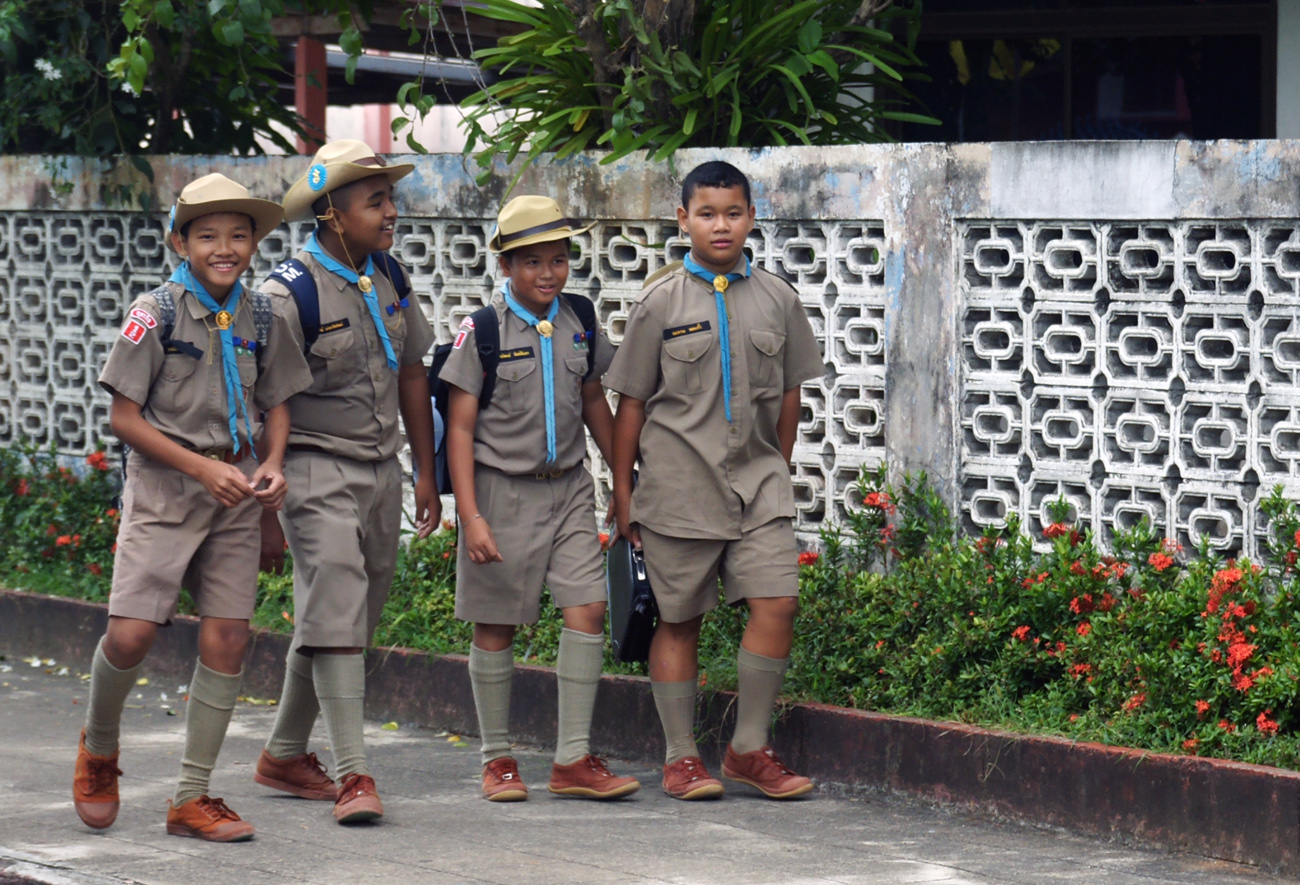
Écoliers
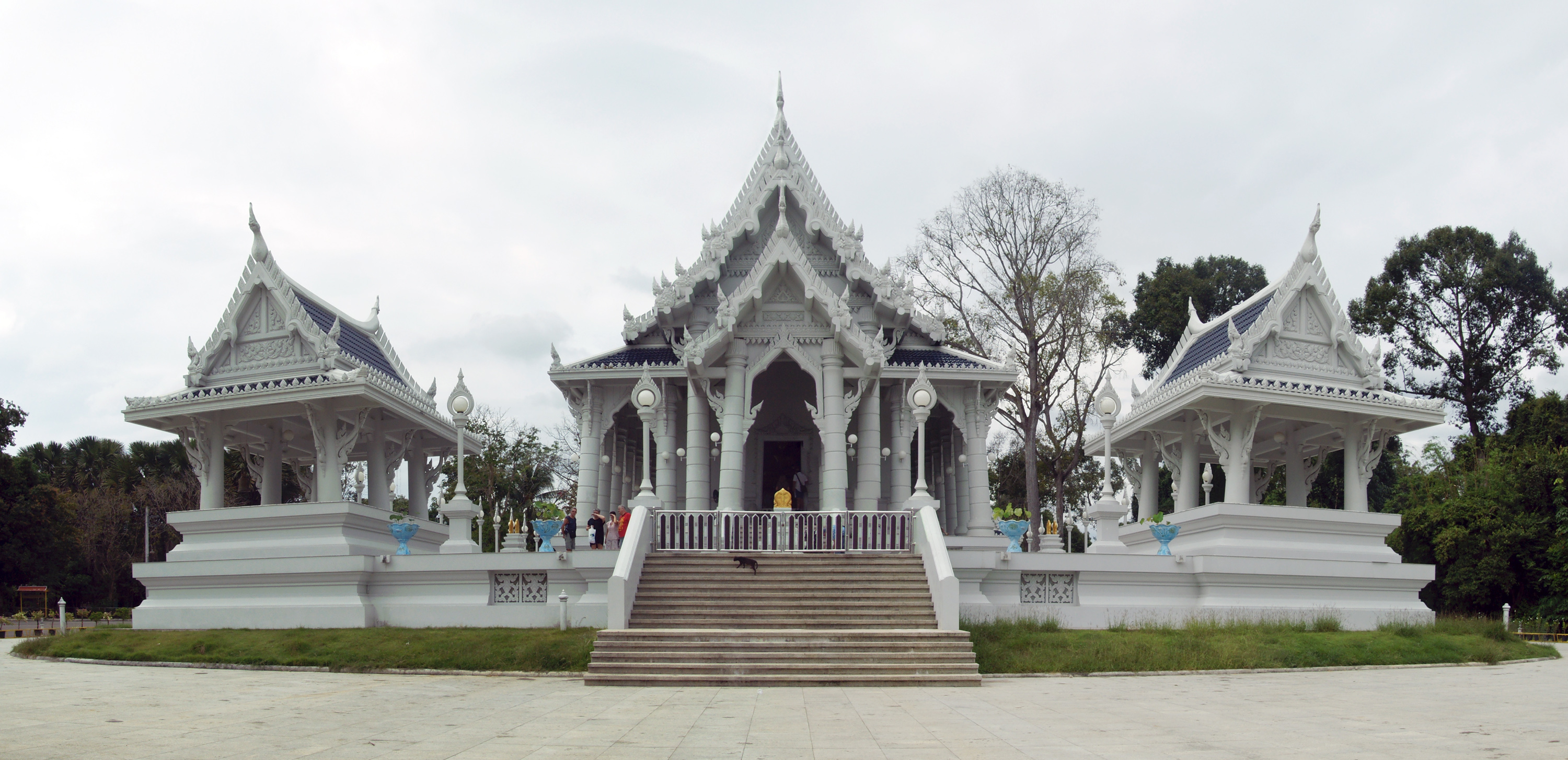
Temple Kaewkorawaram

Forêt urbaine de mangrove au nord de Krabi menant presque au pied de Khao Kanab (Mangrove forest walk)
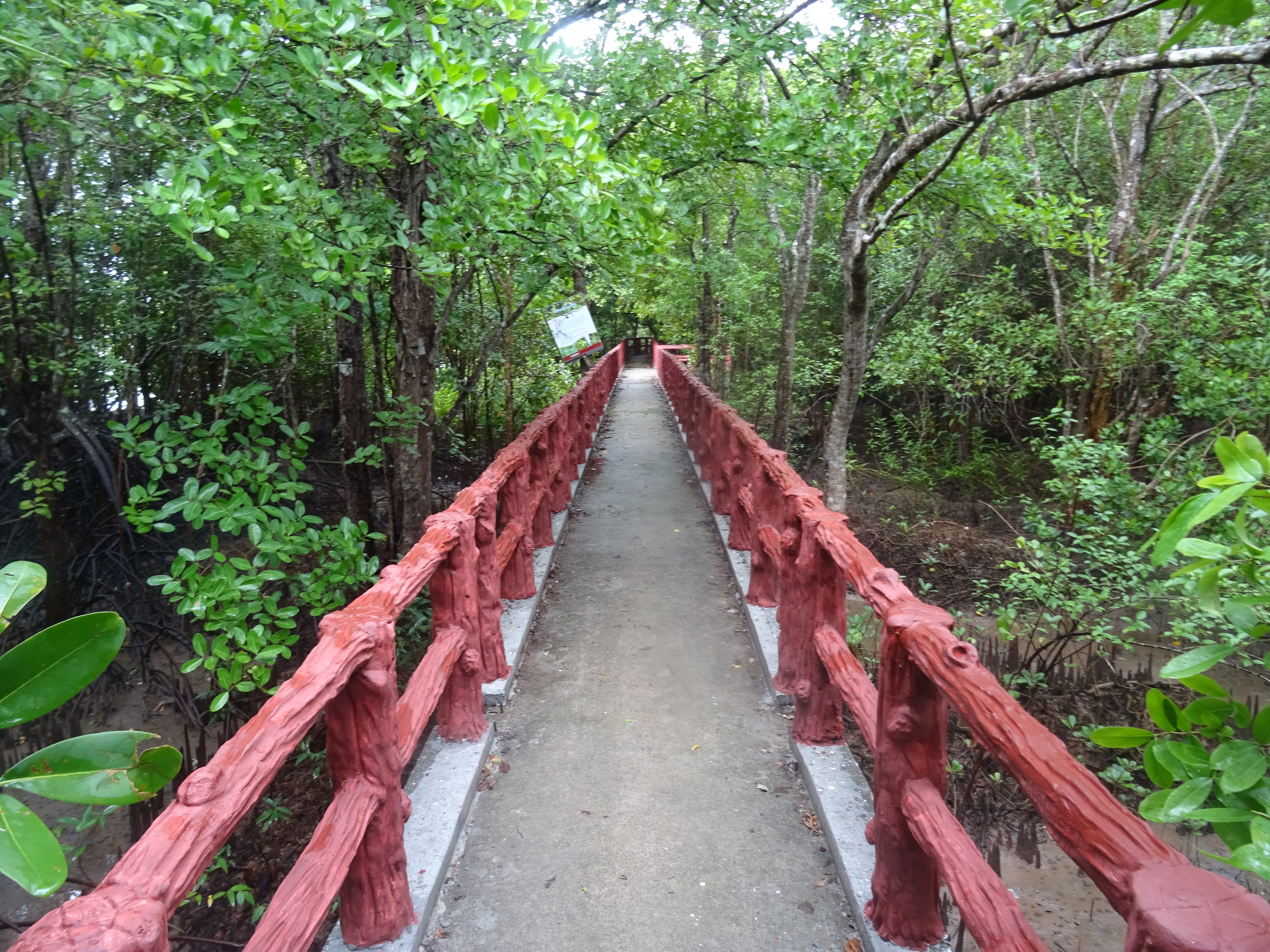
Chemin aménagé...
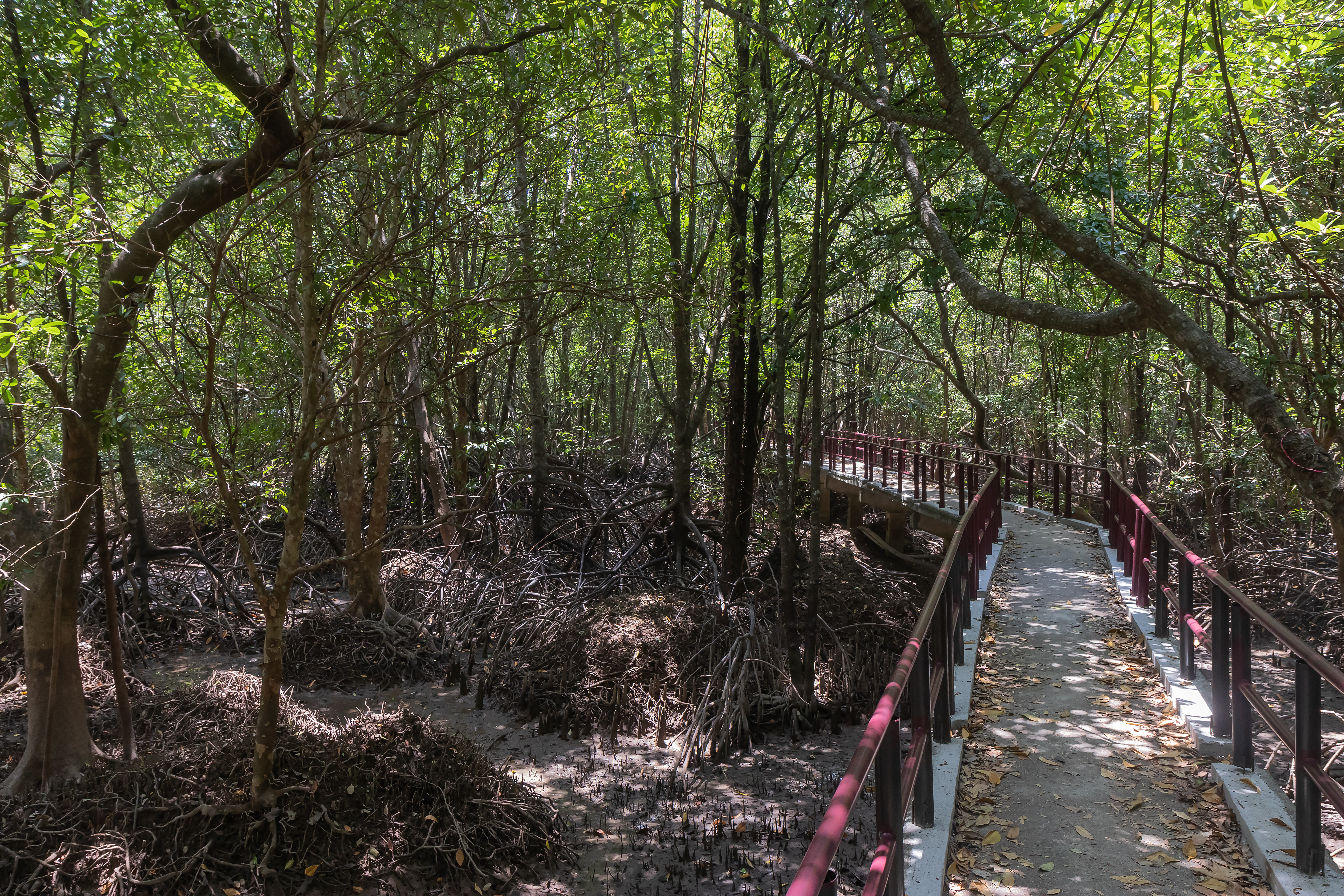
... s'enfonçant au cœur de la mystérieuse mangrove.
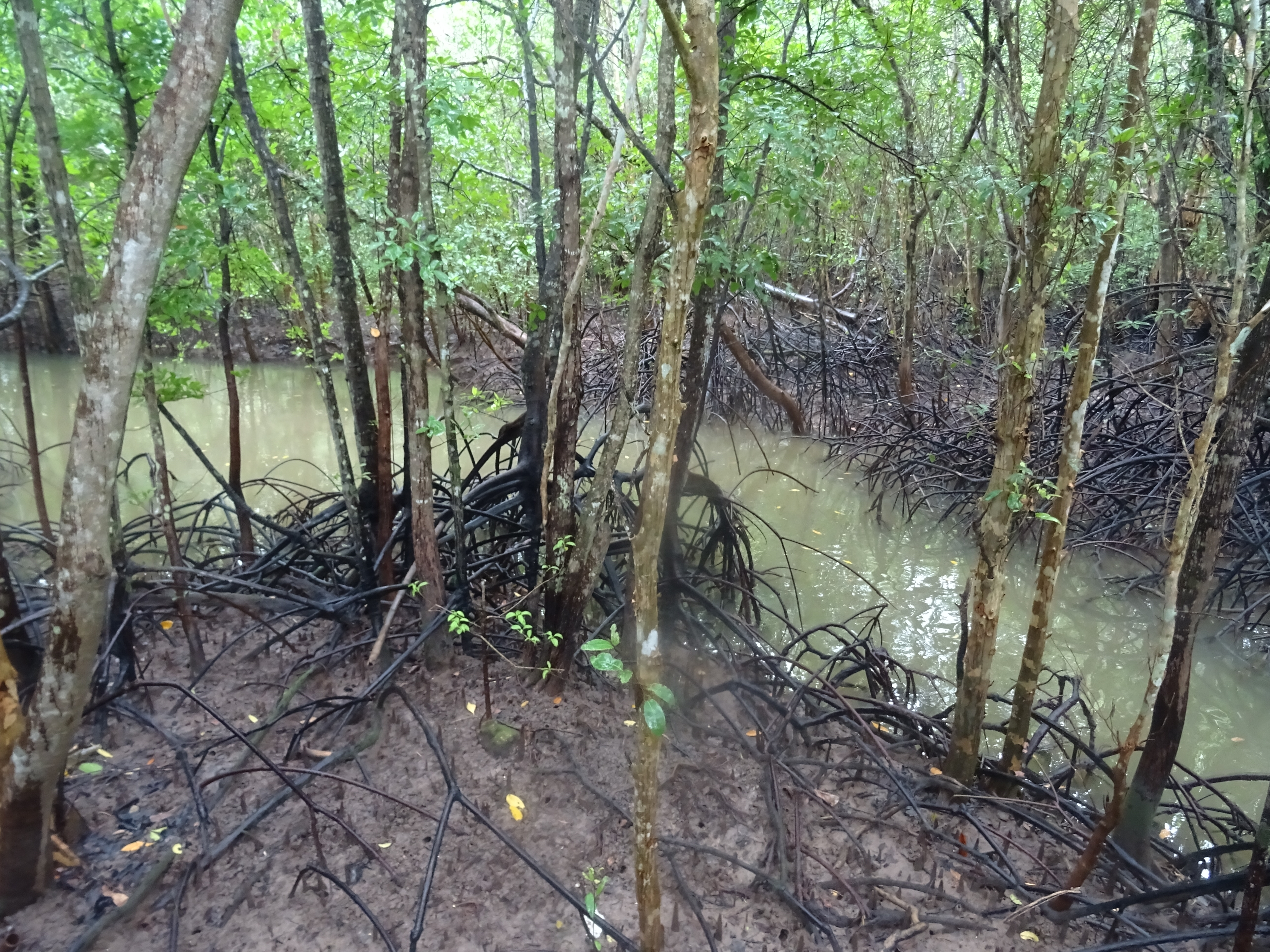
Palétuviers...
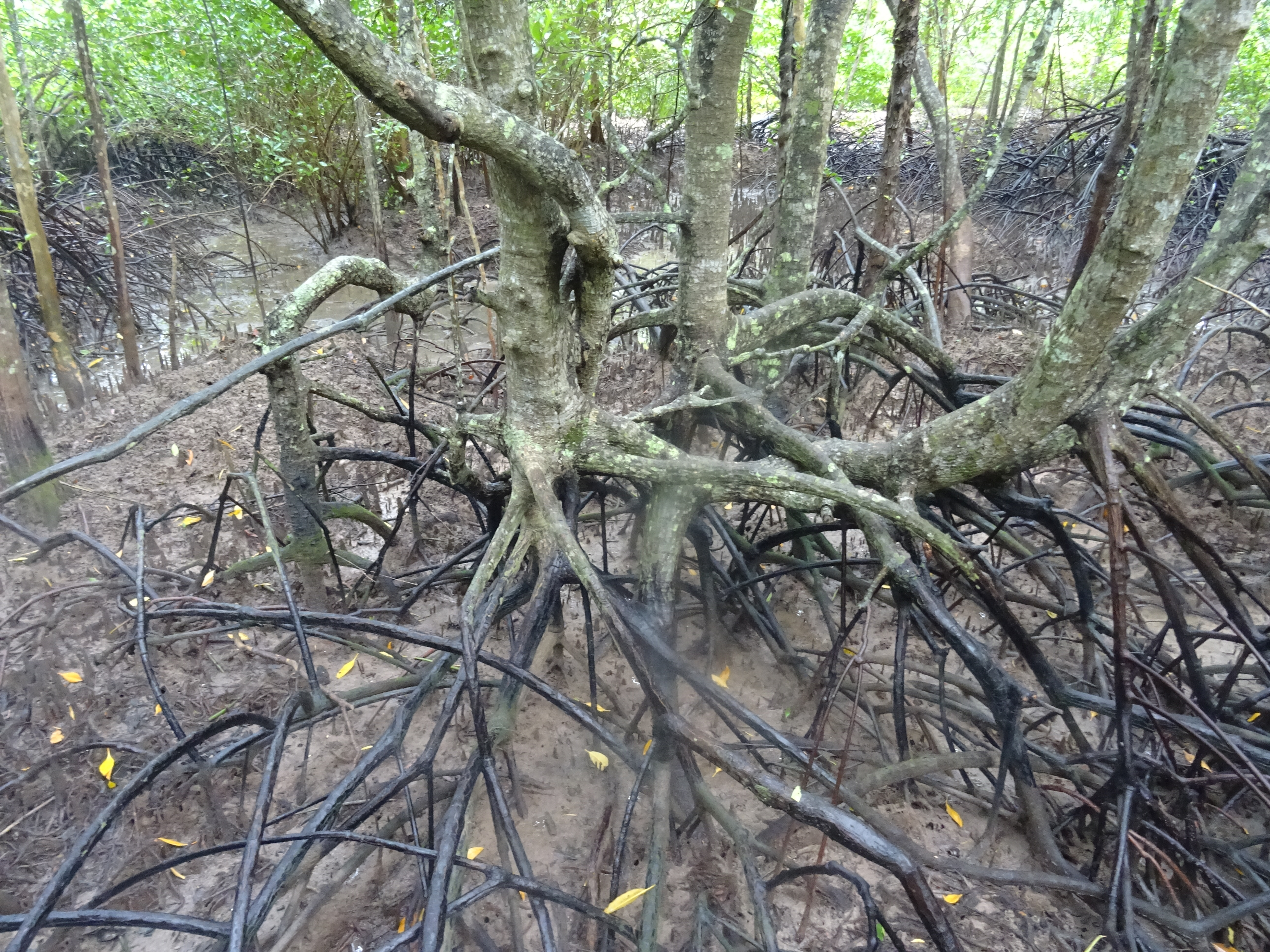
... aux racines-échasses
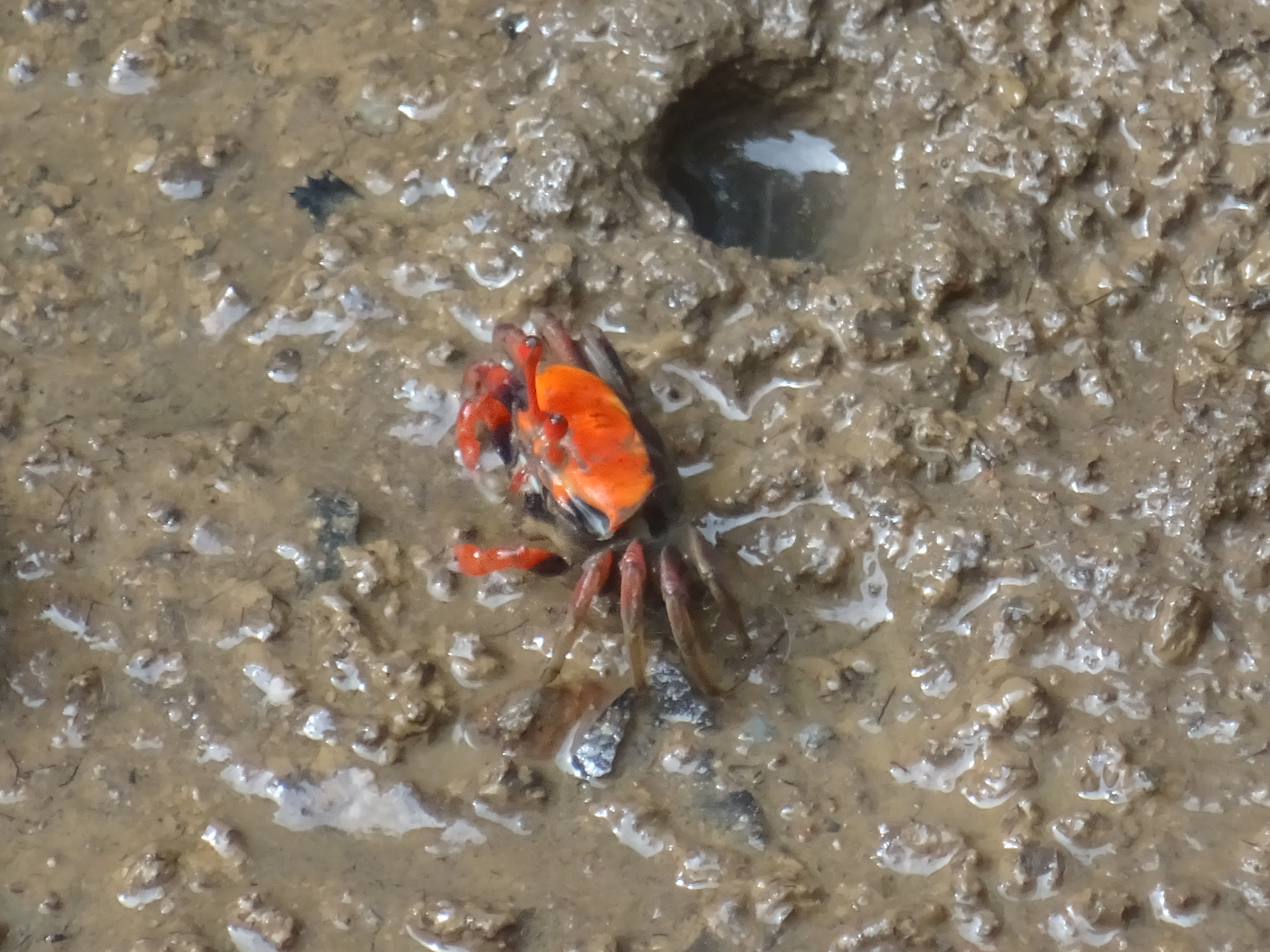
Crabe
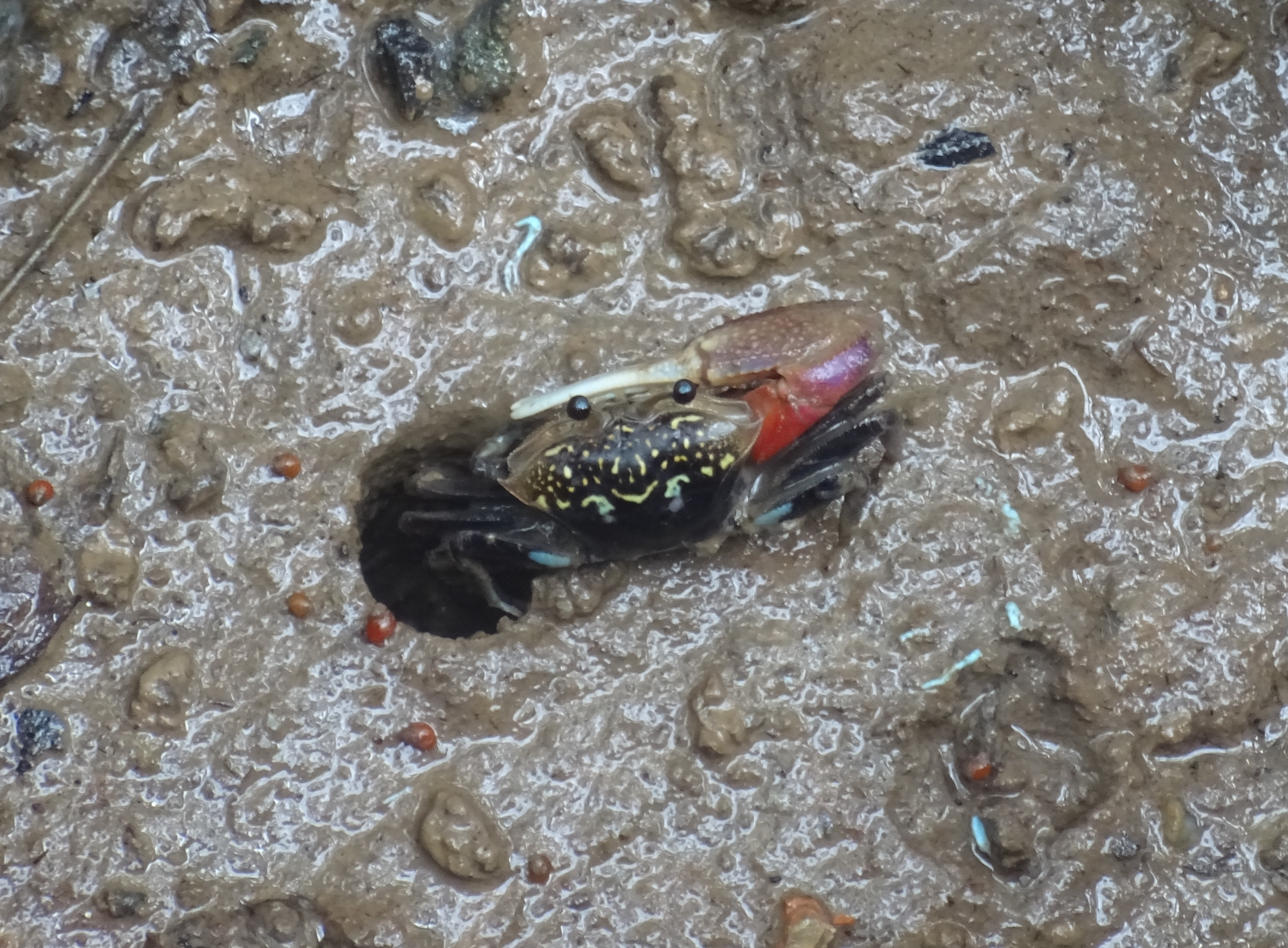
Crabe
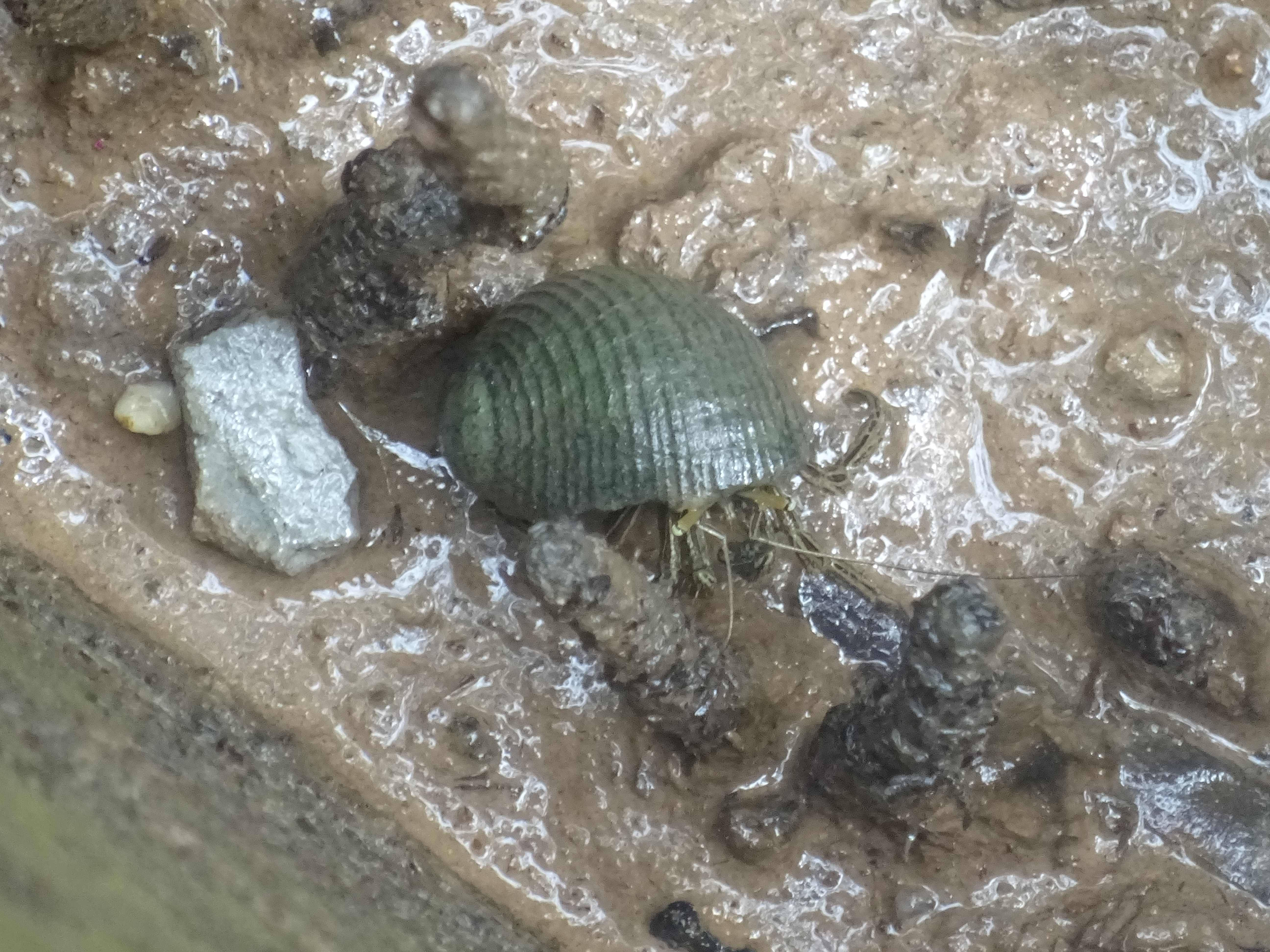
Bernard l'ermite, probablement